# 강세황 초상
강세황 초상(姜世晃肖像)은 영조·정조 때의 문인서화가 강세황이 자신을 직접 그린 초상화이다. 보물 제590호에는 이 작품 외에 이명기가 그린 이명기 필본이 또 한 점 있다. 현존하는 조선시대 초상화 중 자화상은 매우 드문 것이고 더구나 전신을 그린 예는 이 작품이 유일하다. 강세황은 문신으로 시서화에 뛰어났을 뿐 아니라, 서화비평과 감식분야에서도 독보적 경지를 이루었던 인물이었기 때문에 이 영정의 가치는 더욱 높게 평가된다.

## 자필본
보존상태가 양호한 이 자화상 영정은 검은색 오사모(烏紗帽)를 쓰고 옥색 도포차림을 한 좌안칠분면(左顔七分面)의 전신부좌상(全身趺坐像)이당.
작품 상단에는 강세황이 쓴 찬문(撰文)이 있으며, 끝에 '강세황인(姜世晃印)'의 음각으로 된 방인(方印)과 '광지(光止)'의 양각 방인이 찍혀 있다. 이 영정은 표암초상 4폭 중에 자필의 찬문이 실려있는 유일한 그림이기도 하다. 자필의 찬문 내용에 의하면 이 작품의 특이한 옷차림은 그가 마음은 산림에 있으나 이름은 조정에 올라있음을 표현한 것이라고 한다. 즉 관직에 올라있음을 의미하는 오사모를 쓰고 있으면서도 관복을 입지 않고 도포차림의 야복(野服)을 입고 있는 모습을 그림으로서, 자신의 마음이 산림에 있음을 드러낸 것이다.
얼굴의 근육과 살결을 나타내는 육리문(肉理紋)을 이용한 얼굴묘사에는 오목한 부분에 음영(陰影)을 표현함으로써 입체감을 살리고 있고, 세부묘사에도 매우 치밀함을 보여주고 있다. 70세라는 노령의 강세황은 주름지고 마른 얼굴이지만 눈빛이나 정좌하고 있는 곧은 자세 등에서 나이를 무색하게 하는 강한 인상을 풍기고 있다.
의습(衣褶) 처리를 살펴보면 옥색 도포에 짙은 옥색선을 긋고 거기에 덧붙여 같은 빛깔의 선염(渲染, 색칠할 때에 한쪽을 진하게 하고 다른 쪽으로 갈수록 차츰 엷고 흐리게 하는일)을 바탕보다는 짙게, 그러나 구륵선(鉤勒線, 윤곽을 가늘고 엷은 쌍선으로 그리고 그 가운데를 채색하는 방법의 선그림)보다는 묽게 하여 선의 결을 따라 나타냈다. 이와 같은 부분적인 옷주름 표현에서만이 아니라, 어깨선 등의 가장자리나 겨드랑이 주변의 선염(바림) 등을 통해 몸 전체의 입체감 표현에도 신경을 쓴 작품이다.
그런데 이 작품의 의복 부분은 한씨 성을 가진 화원이 그렸다고 하는 〈조윤형상(曺允亨像)〉의 의복 부분과 형태·필선·채색·주름 부분의 갸름한 고리모양의 처리 등에서 매우 닮아있어, 강세황이 자화상의 얼굴 부분만 그렸을 가능성도 제기되고 있다.
이러한 자필본의 강세황영정은 육리문을 이용한 얼굴표현, 입체적인 의습묘사 그리고 손을 소매 안으로 감추고 있는 모습 등에서 조선 후기 초상화의 일반적 형식을 잘 반영하고 있는 빼어난 작품임에는 틀림없다. 또한 조선시대 회화사에서 자필의 찬문이 실려 있는 전신자화상이라는 점에서 그 전례가 없는 귀중한 작품이다.

## 이명기 필본
이명기가 그린 초상화는 관복을 입고, 관모를 쓴 모습이다.

## 참고자료
- 강세황 초상 - 국가유산청 국가유산포털
- 강세황자필본 - 국가유산청 국가유산포털
- 이명기필본 - 국가유산청 국가유산포털

 본 문서에는 서울특별시에서 지식공유 프로젝트를 통해 퍼블릭 도메인으로 공개한 저작물을 기초로 작성된 내용이 포함되어 있습니다.